# Paul Allender
Paul Allender, född 17 november 1970 i Colchester, England, är en brittisk gitarrist och låtskrivare. Han är mest känd som medlem i det brittiska extreme metal-bandet Cradle of Filth (1992–1995, 2000–2014). Han har även spelat i banden The Blood Divine och Primary Slave.

## Diskografi i urval

### Cradle of Filth
Demor
- 1992 – A Pungent and Sexual Miasma (split med Malediction)
- 1992 – Total Fucking Darkness
- 2016 – Dusk and Her Embrace: The Original Sin

Studioalbum
- 1994 – The Principle of Evil Made Flesh
- 2000 – Midian
- 2003 – Damnation and a Day
- 2004 – Nymphetamine
- 2006 – Thornography
- 2008 – Godspeed on the Devil's Thunder
- 2010 – Darkly, Darkly, Venus Aversa
- 2012 – The Manticore and Other Horrors
- 2015 – Hammer of The Witches

Livealbum
- 2002 – Live Bait for the Dead (återutgiven 2007 som Eleven Burial Masses)

EP
- 2001 – Bitter Suites to Succubi
- 2006 – Thornographic
- 2011 – Evermore Darkly

Singlar (urval)
- 2003 – "Babalon A.D."

Samlingsalbum
- 2002 – Lovecraft & Witch Hearts

VHS/DVD
- 2001 – Heavy, Left-Handed and Candid (live)
- 2005 – Peace Through Superior Firepower (DVD)